# Primärmineral
Primärminerale sind mineralische Bestandteile in Gesteinen und Böden, die nicht nachträglich bei Verwitterungs-, Alterations- oder Bodenbildungsprozessen (Authigenese) nahe oder an der Erdoberfläche entstanden sind, sondern bereits nach der ursprünglichen Bildung und Konsolidierung des Gesteins (bzw. des Ausgangsgesteins des Bodens) vorlagen.
Die Umwandlung von Primär- in Sekundärminerale erfolgt, weil die Zustandsbedingungen der Entstehung und Stabilität dieser Minerale an der Erdoberfläche nicht mehr gegeben sind. Physikalische und chemische Verwitterungsprozesse verursachen eine Zerkleinerung und chemische Umwandlung. Alterationsprozesse sind der chemischen Verwitterung ähnliche Prozesse, die jedoch nicht an der Oberfläche stattfinden (z. B. durch Einwirkung hydrothermaler Lösungen).
Häufigste Primärminerale an der Erdoberfläche sind die Silikate, vor allem der sehr resistente Quarz (aus Sandsteinen, metamorphen wie auch magmatischen Ausgangsgesteinen). Glimmer, Feldspäte sowie Band-, Ketten- und Sorosilikate stellen eine intermediäre Gruppe der Verwitterungsbeständigkeit dar. Viele Erzminerale hingegen wie z. B. metallische Sulfide verwittern sehr leicht. Ihre Oxidationsprodukte wie beispielsweise Goethit oder Hämatit verursachen gemeinsam mit organischer Substanz die Braunfärbung bzw. Rotfärbung vieler Böden.